# Чаган (Астраханская область)
Чага́н — село в Камызякском районе Астраханской области России.
Административный центр муниципального образования Чаганский сельсовет.

## География
Село расположено на правом берегу протоки Чаган в дельте Волги в 20 км на юг от Астрахани, расстояние до райцентра города Камызяк — 30 км.

## История

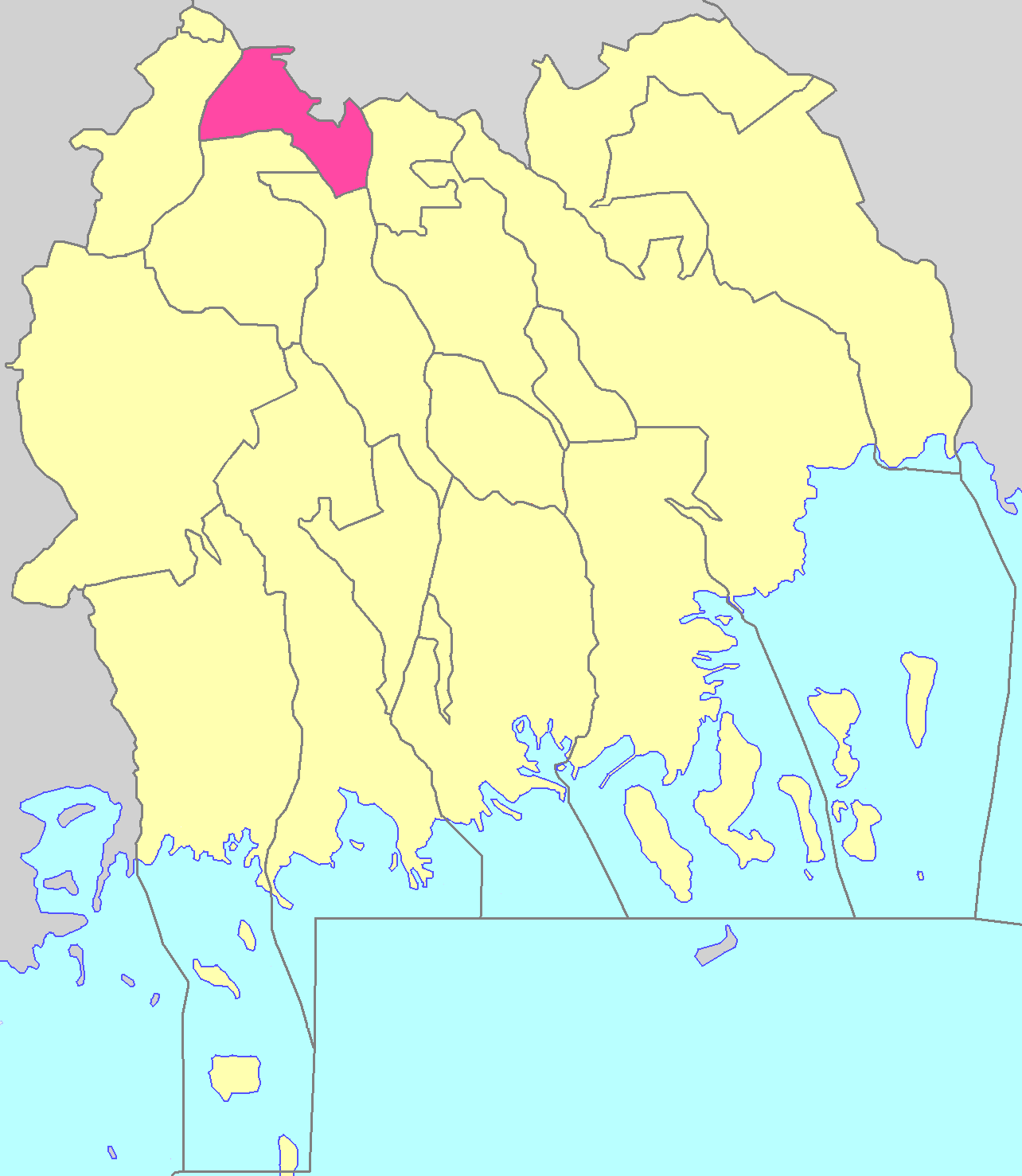
МО «Село Чаган» на карте Камызякского района до 2015 года

Основано в 1699 году, около рыбного учуга ссыльными поселенцами. Название получило от реки Чаган (в переводе с татарского — «клен»)
В 1929 году в селе Чаган был образован рыболовецкий колхоз имени «Астраханского пролетариата».
C 2006 до 2015 гг. село образовывало одноимённое муниципальное образование «Село Чаган» со статусом сельского поселения как единственный населённый пункт в его составе. В 2015 году оно было упразднено и объединено с Уваринским сельсоветом в новый Чаганский сельсовет.

## Население
| 2002 | 2010  | 2012  | 2013  | 2014  | 2015  |
| ---- | ----- | ----- | ----- | ----- | ----- |
| 1338 | ↗1464 | ↗1478 | ↗1480 | ↗1491 | ↗1502 |